# Antonio Rattín
Antonio Ubaldo Rattín (1937. május 16. –) argentin labdarúgó játékos, edző, politikus.

## Pályafutása

### Klubcsapatban
A labdarúgással gyerekként ismerkedett meg, majd fokozatosan képezte magát lakóhelyének labdarúgó életében. Ifjúsági játékosként csatlakozott a Boca Juniors egyesületéhez, ahol középpályás labdarúgóként eredményesen tevékenykedett. 1956. szeptember 9-én rendezett bajnoki találkozón debütált a River Plate elleni rangadón. Tizennégy éves pályafutása alatt a Boca Juniors csapatával három alkalommal, 1962-ben, 1964-ben és 1965-ben, később a Nacional együttesével, 1969-ben negyedszer nyerte meg az argentin bajnokságot. 1970-ben vonult vissza a professzionális labdarúgástól. 357 bajnoki mérkőzésen 28 gól találatot ért el. Boca Juniors legnagyobb játékos bálványai közül az egyik legismertebb.

### A válogatottban
Az Argentin nemzeti futballcsapatban 35-ször játszott. Kettő világbajnokságon vett részt, első alkalommal Chilében, a VII., az 1962-es labdarúgó-világbajnokságon, majd Angliában, a VIII., az 1966-os labdarúgó-világbajnokságon, ahol különleges hírnevet szerzett magának. Angliában az Anglia–Argentína (1:0) negyeddöntő találkozót a német Rudolf Kreitlein irányította. A játékvezető két segítője a két európai játékvezető legenda Gottfried Dienst (Svájc) és Zsolt István voltak. Ezen a mérkőzésen a játékvezető, a figyelmeztetés után is durva szabálysértést elkövető, majd vitázó Rattínt kiállította, a játékos nyolc percig nem volt hajlandó elhagyni a játékteret. Közben a nézőtérről leérkező Kenneth Aston - a FIFA rendező bizottságának tagja -, aki kiválóan beszélt spanyolul oldotta fel a kialakult helyzetet. Rattín később ezt a sportszerűtlen magatartást azzal indokolta, hogy nem értette a németül beszélő bírót! Ezzel a bírói ítélettel - a vesztes szempontjából mindig a játékvezető a hibás - magyarázzák Anglia győzelmét. Ezeknek a helyzeteknek a megoldására Aston kidolgozta a sárga és a piros lapok alkalmazásának módszerét, amit a játékvezetők a Mexikóban rendezett IX., az 1970-es labdarúgó-világbajnokság döntő mérkőzésein alkalmaztak először.

### Edzőként
Aktív játékos pályafutását befejezve a Boca Juniors ifjúsági csapatainak az edzőjeként dolgozott. Edzősködött a Club de Gimnasia y Esgrima La Plata labdarúgócsapatánál is 1977-ben, 1979-ben és 1980-ban.

### Politikusként

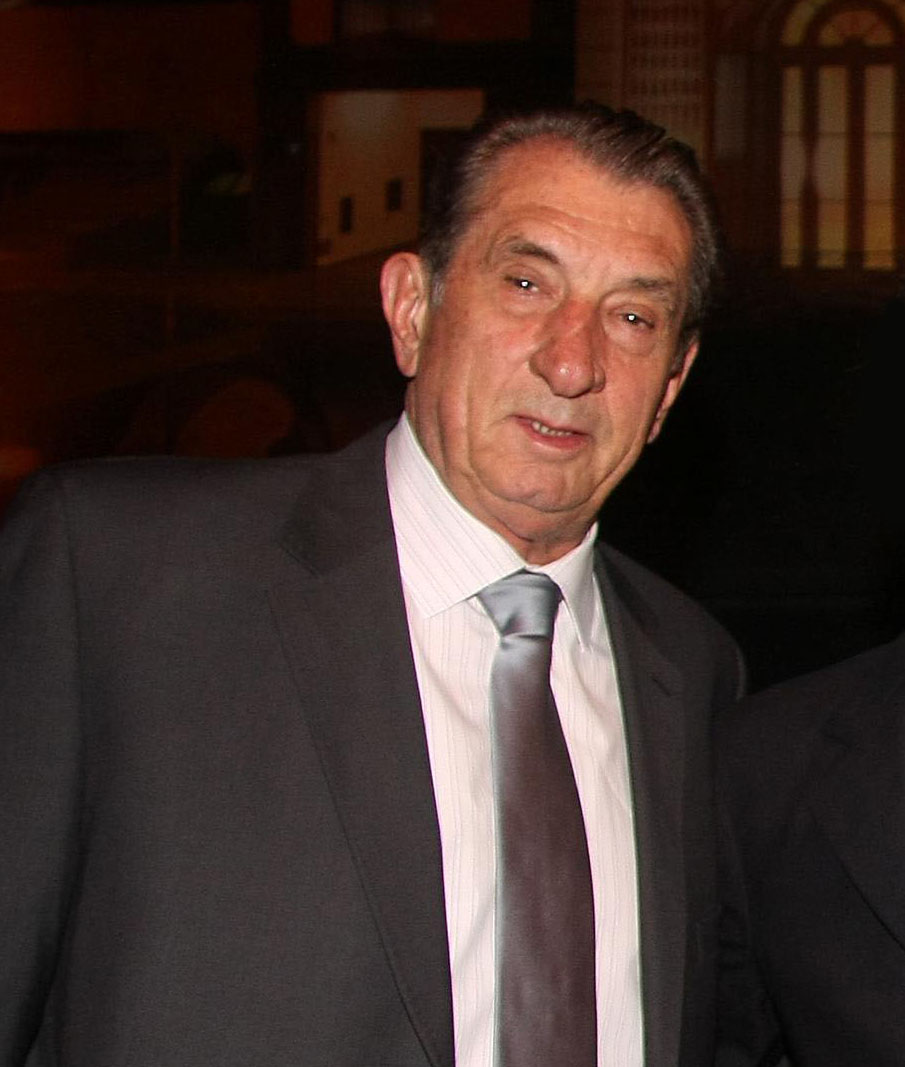
Rattín (2010).

2001-ben beválasztották az argentin szenátusba, a konzervatív Államszövetségi Egységes Párt (Federalist Unity Party) tagjaként. Ő volt az első labdarúgó, aki egy kongresszusba bejutott.[forrás?] Az országos Sport Bizottság elnöke lett, 2005-ben lemondott pozíciójáról.